# Eurylophella macdunnoughi
Eurylophella macdunnoughi is een haft uit de familie Ephemerellidae. De wetenschappelijke naam van de soort is voor het eerst geldig gepubliceerd in 1994 door Funk.
De soort komt voor in het Nearctisch gebied.